# لانجوان لی
لانجوان لی (چینی ساده: 李兰娟; چینی سنتی: 李蘭娟؛ زادهٔ ۱۳ سپتامبر ۱۹۴۷) یک اِپیدمیولوژیست و متخصص کبد اهل چین است. وی استاد دانشکدهٔ پزشکی دانشگاه چجیانگ، عضو دانشگاهی «آکادمی مهندسی چین» و رئیس «آزمایشگاه دولتی کی در تشخیص و درمان بیماری‌های عفونی» است. او یک دستگاه کمکی برای کبد به نام «Li-NBAL» ابداع نموده‌است که برای حفظ جان افرادی که دچار نارسایی حاد کبد هستند استفاده می‌شود و برندهٔ چندین جایزهٔ ملی بابت مشارکت‌هایش در نبرد با بیماری‌هایی چون سارس و ویروس آنفلوانزای A زیرگروه H1N1 و ویروس آنفلوانزای A زیرگروه H7N9 شده‌است.
در جریان دنیاگیری ۲۰–۲۰۱۹ کروناویروس وی نخستین کسی بود که قرنطینه ۲۰۲۰ ووهان را پیشنهاد داد و دولت چین به توصیه او عمل نمود و قرنطینهٔ ووهان در ۲۳ ژانویهٔ ۲۰۲۰ اِعمال شد. او در ۱ فوریه ۲۰۲۰ به همراه تیمی از کارکنان پزشکی از هانگژو به ووهان رفت تا در نبرد با این همه‌گیری کمک کند.